# Виктория Великобританская
Викто́рия Алекса́ндра О́льга Мари́я (англ. Victoria Alexandra Olga Mary; 6 июля 1868[…], Мальборо-хаус — 3 декабря 1935[…], Коппинс, Бакингемшир) — член британской королевской семьи, дочь короля Эдуарда VII и Александры Датской; младшая сестра Георга V; замуж не выходила.

## Биография

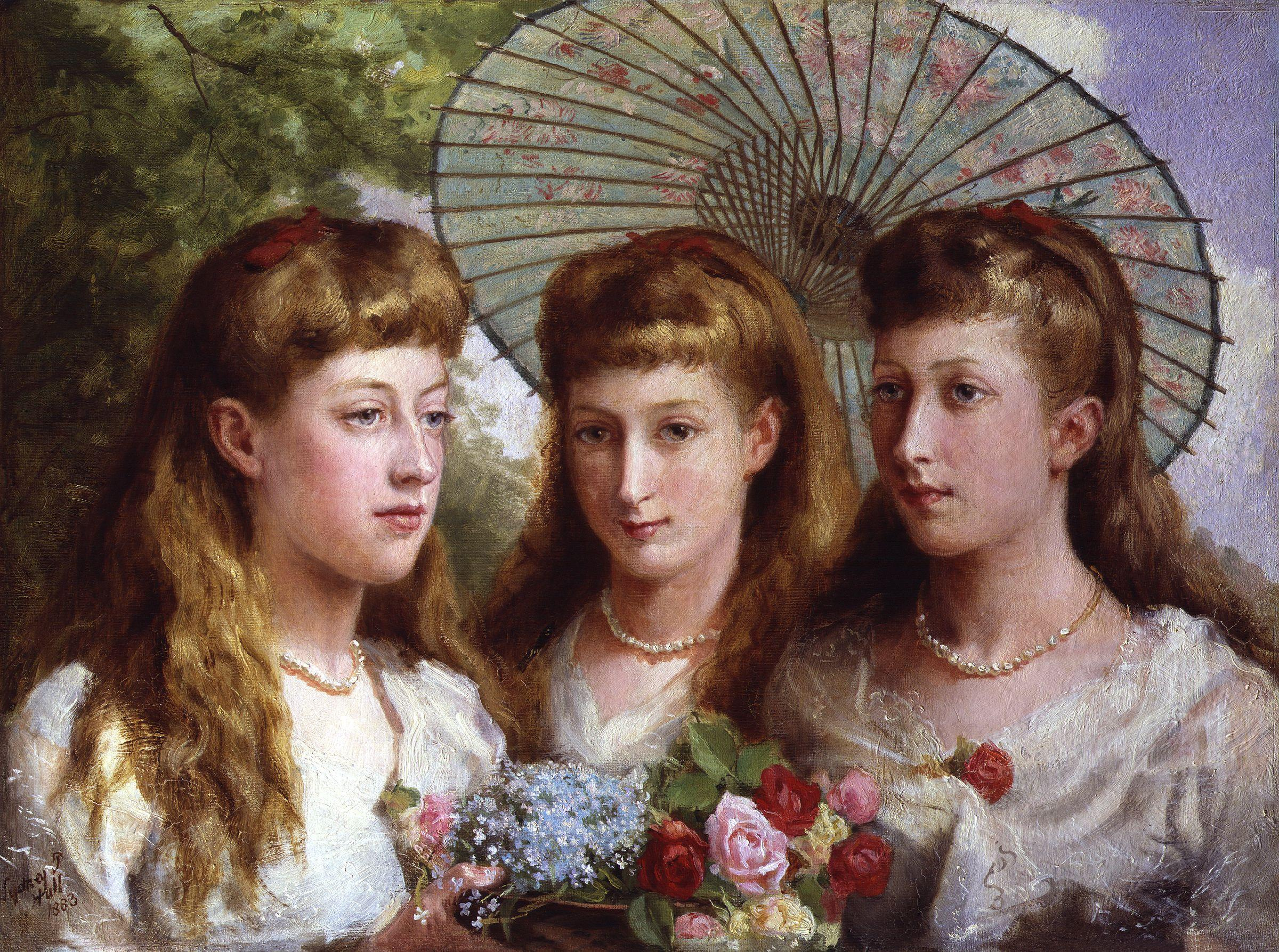
Принцесса Виктория (слева) и две её сестры, Мод (в центре) и Луиза, 1883 год

### Рождение
Виктория Александра Ольга Мария родилась 6 июля 1868 года в лондонском особняке Мальборо-хаус. Она стала четвёртым из шести детей в семье принца Уэльского Эдуарда и его супруги Александры Датской. По отцу Виктория приходилась внучкой королеве Виктории и принцу-консорту Альберту Саксен-Кобург-Готскому, по матери — королю Дании Кристиану IX и Луизе Гессен-Кассельской. У неё было две сестры, Луиза и Мод, и трое братьев: Альберт, Георг и Александр Джон; последний мальчик умер через день после рождения. Её мать состояла в родстве со многими королевскими семьями Европы; сестра Александры Мария стала императрицей России, брат Георг — королём Греции, другой брат, Фредерик, унаследовал датский престол. Среди близких принцесса была известна как Тория. С рождения, как внучка британского монарха, имела титул «Её Королевское Высочество принцесса Виктория Уэльская».
Крещение новорожденной состоялась 6 августа 1868 года в Мальборо-хаусе под руководством Арчибальта Тэйта, архиепископа Кентерберийского. Восприемниками Виктории стали её бабушка королева Виктория (её на церемонии представляла герцогиня Кембриджская); российский император Александр II (его на церемонии представлял Филипп Иванович Бруннов); российский цесаревич Александр (дядя Виктории); принц Артур (дядя по отцу); принц Людвиг Гессенский; принц Георг Гессен-Кассельский; королева Греции Ольга Константиновна (тётя по матери, которую представляла Августа Каролина Кембриджская); вдовствующая королева Дании Каролина Амалия Шлезвиг-Гольштейнская; вдовствующая великая герцогиня Мекленбург-Стрелицкая Мария Гессен-Кассельская; двоюродная сестра королевы Виктории Мария Аделаида Кембриджская и принцесса Мария Луиза Шарлотта Гессен-Кассельская.

### Юность
В 1885 году Виктория была подружкой невесты на свадьбе своей тёти принцессы Беатрисы, выходившей замуж за принца Генриха Баттенберга, а также подружкой невесты на свадьбе своего брата Георга, герцога Йоркского и Виктории Марии Текской, будущих короля и королевы Великобритании.

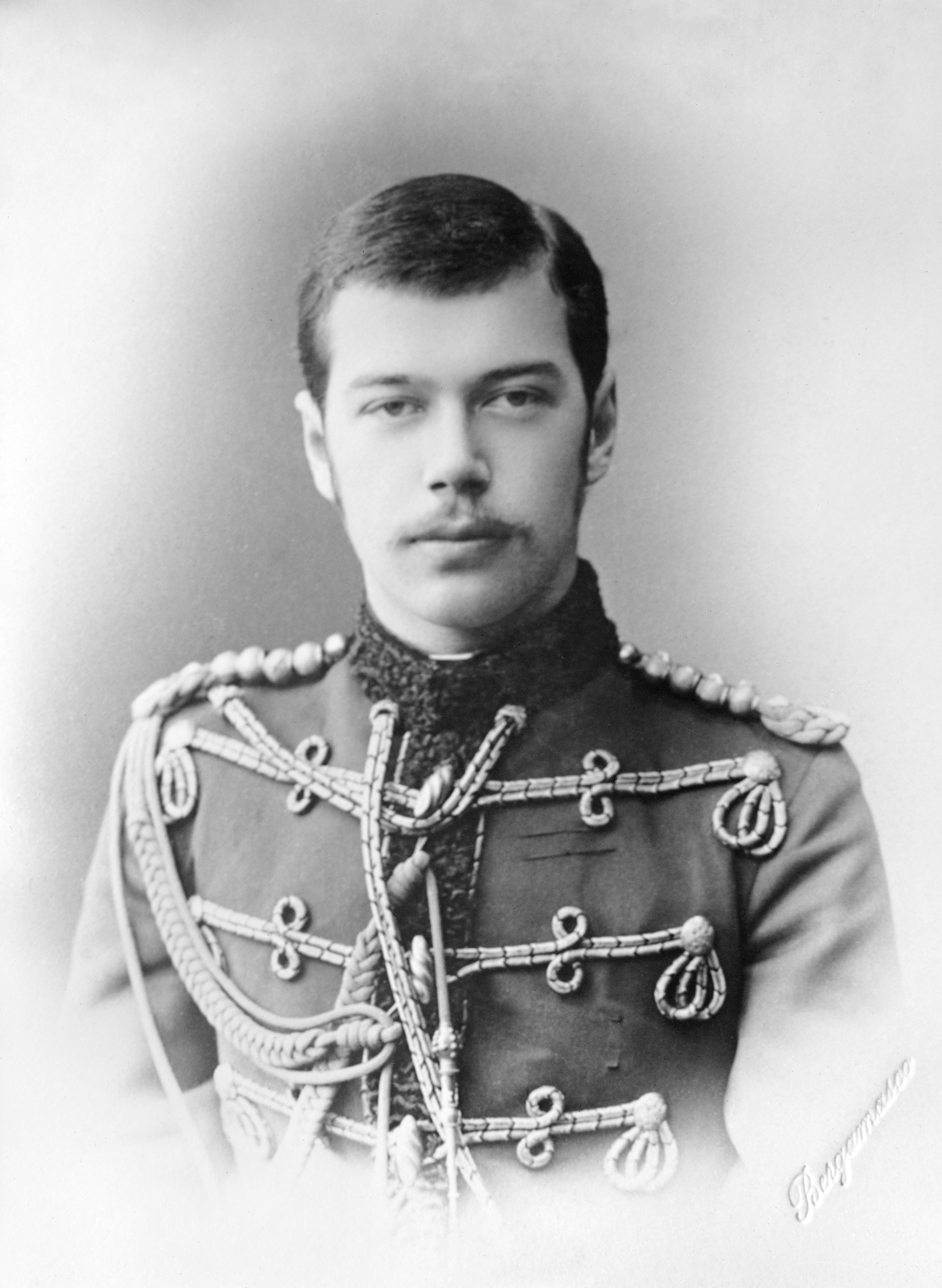
Один из поклонников Виктории цесаревич Николай Александрович, 1889 год

Принцесса Виктория получала образование дома вместе с сёстрами. Росла принцесса в Мальборо-хаусе и Сандрингемском дворце в Норфолке под присмотром наставников. Лето проводила в Дании, на родине своей матери, где в эту пору года собирались родственники со всей Европы. В молодости её описывали «живой, озорной девочкой, которая стала привлекательной девушкой; умной, высокой и элегантной; она имела прекрасное чувство юмора и для всех была хорошим другом; у неё большие выразительные голубые глаза; в ней не было притворства или намёка на высокое положение». Виктория любила верховую езду, езду на велосипеде, чтение, музыку и танцы. Особой страстью принцессы была фотография. Ею были составлены несколько альбомов семейных фотографий; работы Виктории выставлялись на выставках Kodak. Она очень любила животных. Её любимцами были собаки по кличке Сэм, Мас и Пунчи. В течение шести лет у Виктории был ручной голубь, которого она брала с собой во время прогулок и путешествий в небольшой корзине.
Виктория поддерживала дружеские отношения со своими двоюродными братьями и сёстрами в России и Греции. Будущий император Николай II в юности был влюблён в дочь принца Уэльского. Виктория нравилась цесаревичу своей серьёзностью, основательностью, «неженским умом». В 1889 году, описывая принцессу, Николай сообщал своему близкому другу великому князю Александру Михайловичу: «Она действительно чудное существо, и чем больше и глубже вникаешь в её душу, тем яснее видишь все её достоинства и качества. Я должен сознаться, что её очень трудно сначала разгадать, т.е. узнать её взгляд на вещи и людей, но эта трудность составляет для Меня особую прелесть, объяснить которую Я не в состоянии». Английская принцесса нравилась и великому князю Александру Михайловичу, позже ею был увлечён великий князь Михаил Александрович.
Одним из самых близких людей в жизни Виктории был её старший брат Георг, ставший в 1910 году королём и императором. Всю жизнь они поддерживали тёплые отношения, имели схожие характеры и чувство юмора. Когда Виктория умерла в 1935 году, король сказал: «Как же я буду скучать по нашим ежедневным разговорам по телефону. Никто не имел такую сестру, какая была у меня». Король умер через месяц после кончины любимой сестры. Виктория, однако, не была близка с женой Георга королевой Марией, урожденной принцессой Текской, сказав однажды, что она «ужасно скучная». Мария и Виктория никогда не были близки из-за разных характеров, образования и интересов.
Виктория была близка с родителями. Она стала для них «добрым ангелом семьи». Принцесса сопровождала их во время официальных мероприятий и церемоний, помогала им в частной жизни. Кандидатом в мужья для Виктории был её двоюродный брат наследный принц Дании Кристиан, позднее ставший королём Кристианом X. Принцесса отвергла его к большому разочарованию родителей. Ещё одним претендентом на брак с внучкой королевы Виктории был португальский король Карлуш I. Он требовал от Виктории принять католическую веру, что не устраивало родителей принцессы. К ней сватался и 5-й граф Розбери. Виктория так замуж и не вышла, а мать, как говорили, подавляла это желание.

### Последующие годы

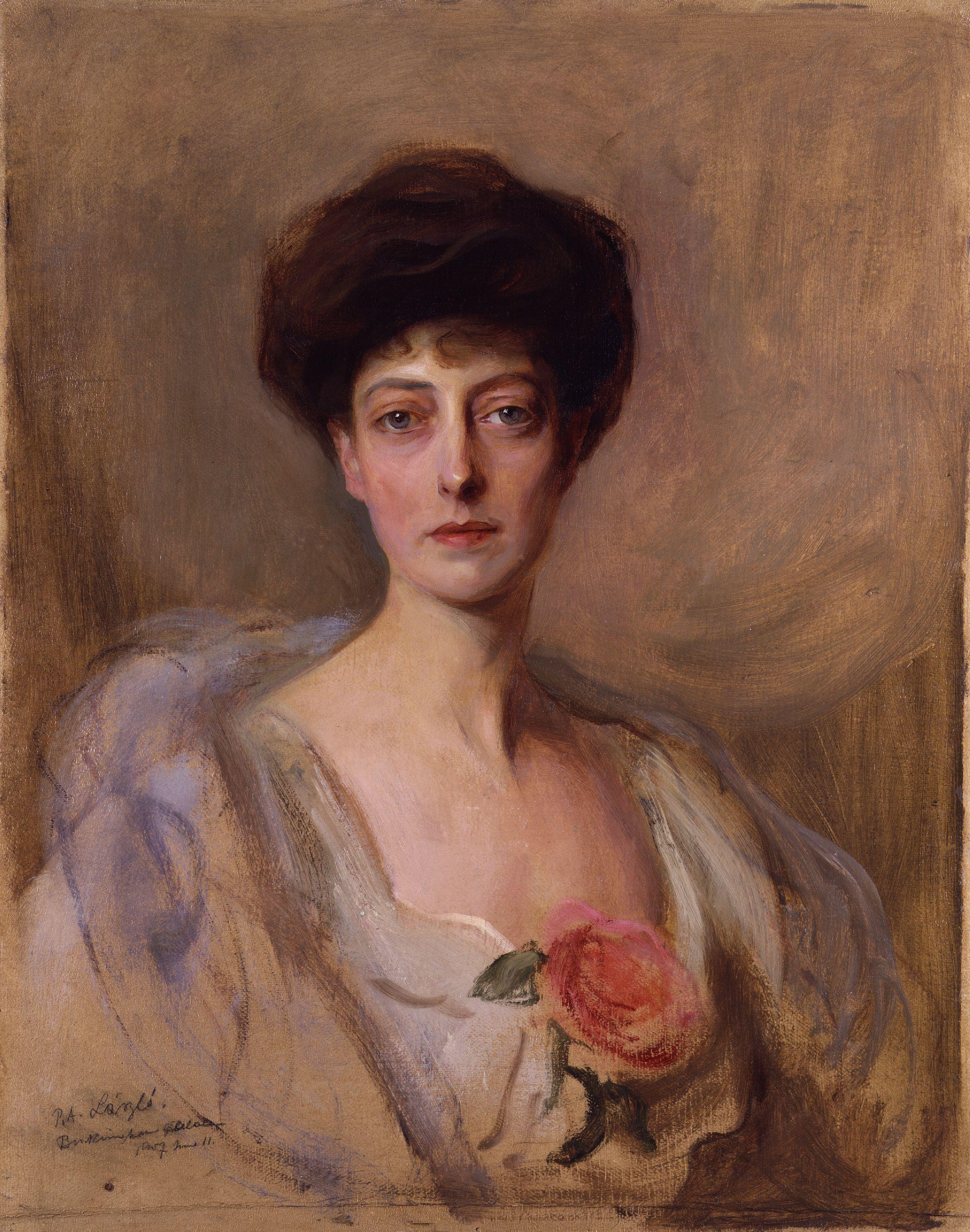
Портрет принцессы Виктории. Филипп де Ласло, 1907 год, Национальная портретная галерея, Лондон

22—24 марта 1905 года принцесса Виктория вместе с матерью, сестрой Мод и её мужем Карлом (будущим королём Норвегии) совершили официальный визит в Португалию на королевской яхте «Виктория и Альберт» в ответ на прошлогодний визит португальских монархов в Великобританию. В первый день приезда Виктория, из-за плохого самочувствия, осталась на королевской яхте. Королева Александра с дочерью Мод и принцем Карлом встретились с королевой Амелией и вдовствующей королевой Марией Пией. На следующий день в сопровождении сестры Виктория нанесла визит королю, королеве и их сыновьям. 24 марта британские гости уехали на родину.
Во время последней болезни короля Эдуарда VII Виктория одной из первых стала открыто заявлять о его скорой кончине и требовала, чтобы государственные бюллетени отражали истинное состояние здоровья монарха. После его кончины в 1910 году Виктория оставалась в тени своей вдовствующей матери-королевы. Королева Александра страдала от постоянных депрессий и практически оглохла. Виктория сопровождала мать во время её визитов в различные учреждения и на праздники. Однажды, когда королева не смогла присутствовать на благотворительном мероприятии, Дне роз Александры, послав вместе себя своих дочерей Луизу и Викторию, последняя позже записала в своём альбоме, что «было ужасно находится там без дорогой Мама́». Продолжающаяся общественная враждебность во время Первой мировой войны к Германии вынудила короля Георга V отказаться от всех немецких титулов, званий и наград. То же самое он попросил сделать всех членов его огромной семьи. Король переименовал название правящей династии из Саксен-Кобург-Готской в Виндзорскую по названию родового замка. Этому последовала и принцесса Виктория. После 1917 года она приняла фамилию Виндзор.
После смерти королевы Александры в 1925 году Виктория переехала в небольшой город Коппинс в графстве Бакингемшир, где проживала до смерти. В последние годы Виктория любила слушать музыку, занималась садоводством и принимала активное участие в решении местных вопросов и проблем. Виктория покровительствовала молодой виолончелистке Беатрисе Харрисон и  двум её сёстрам, которые тоже занимались музыкой. Она несколько раз принимала их в своём доме и во дворце Сандрингем. Среди друзей Виктории были члены семьи Масгрэйв, овдовевший 5-й граф Розбери и Вайолет Вивиан, бывшая фрейлина королевы Александры. Леди Масгрейв была другом Виктории всю жизнь и её фрейлиной. Принцесса помогала Вайолет Вивиан в дизайне её огромного сада Кэстил возле деревни Кэмайс на северо-западном побережье острова Англси. Скончалась Виктория 3 декабря 1935 года в возрасте 67 лет в своём доме. Похороны состоялись 8 января 1936 года на королевском кладбище Фрогмор, Виндзор.

## Видеозаписи
- Princess Victoria of the United Kingdom — «Виктория, принцесса Великобританская».  (англ.)